# لشکر ۱۰۴ پیاده (ایالات متحده آمریکا)
لشکر ۱۰۴ پیاده (انگلیسی: 104th Infantry Division) لشکر پیاده‌نظام نیروی زمینی ایالات متحده آمریکا و تحت امر یگان ذخیره نیروی زمینی ایالات متحده آمریکا است، که در سال ۱۹۲۱ تأسیس شد. ستاد فرماندهی و پادگان لشکر ۱۰۴ در فورت لوئیس قرار دارد.
امروزه، این لشکر با نام لشکر ۱۰۴ آموزشی (آموزش رهبران) شناخته می‌شود و به عنوان یک واحد آموزشی از نیروهای ذخیره ارتش ایالات متحده، فعالیت می‌کند.
این لشکر که در سال ۱۹۲۱ فعال و در طول جنگ جهانی دوم مستقر شد، تقریباً ۲۰۰ روز در شمال غربی اروپا جنگید، در فرانسه، هلند، بلژیک و آلمان غربی حضور داشت و در اواخر سال‌های ۱۹۴۴ و ۱۹۴۵ با پیشروی در جبهه، چندین ضدحمله شدید آلمان را دفع کرد. این تنها وظیفه رزمی بود که لشکر ۱۰۴ پیاده در طول تاریخ خود انجام داده است. در پایان نبرد در ۷ مه ۱۹۴۵ (روز پیروزی در اروپا)، این لشکر در آلمان مرکزی در مقابل نیروهای متحد خود از ارتش شوروی قرار داشت.
پس از جنگ جهانی دوم، این لشکر در درجه اول به عنوان یک لشکر آموزشی برای نیروهای ذخیره سازماندهی مجدد شد. پس از چند دهه، این لشکر نقش خود را به انجام آموزش‌های سطح مقدماتی برای سربازان تمام شاخه‌های ارتش در شمال غربی ایالات متحده گسترش داد. نقش و اندازه آن در طول این مدت به دلیل ادغام سایر فرماندهی‌های آموزشی گسترش یافته است و این لشکر متعاقباً مسئولیت تعدادی از تیپ‌های متخصص در آموزش‌های مختلف سطح مقدماتی برای سربازان از هر نوع را بر عهده گرفته است.